# Rajcza (gmina)
Pour les articles homonymes, voir Rajcza.
La gmina de Rajcza est une commune rurale de la voïvodie de Silésie et du powiat de Żywiec. Elle s'étend sur 131,17 km² et comptait 9 049 habitants en 2006. Son siège est le village de Rajcza qui se situe à environ 22 kilomètres au sud de Żywiec et à 83 kilomètres au sud de Katowice.

## Villages
La gmina de Rajcza comprend les villages et localités de Kiczora, Rajcza, Rycerka Dolna, Rycerka Górna, Sól et Zwardoń.

## Gminy voisines
La gmina de Rajcza est voisine des gminy d’Istebna, Milówka et Ujsoły. Elle est aussi voisine de la Slovaquie.